# Flandria (equipa ciclista)

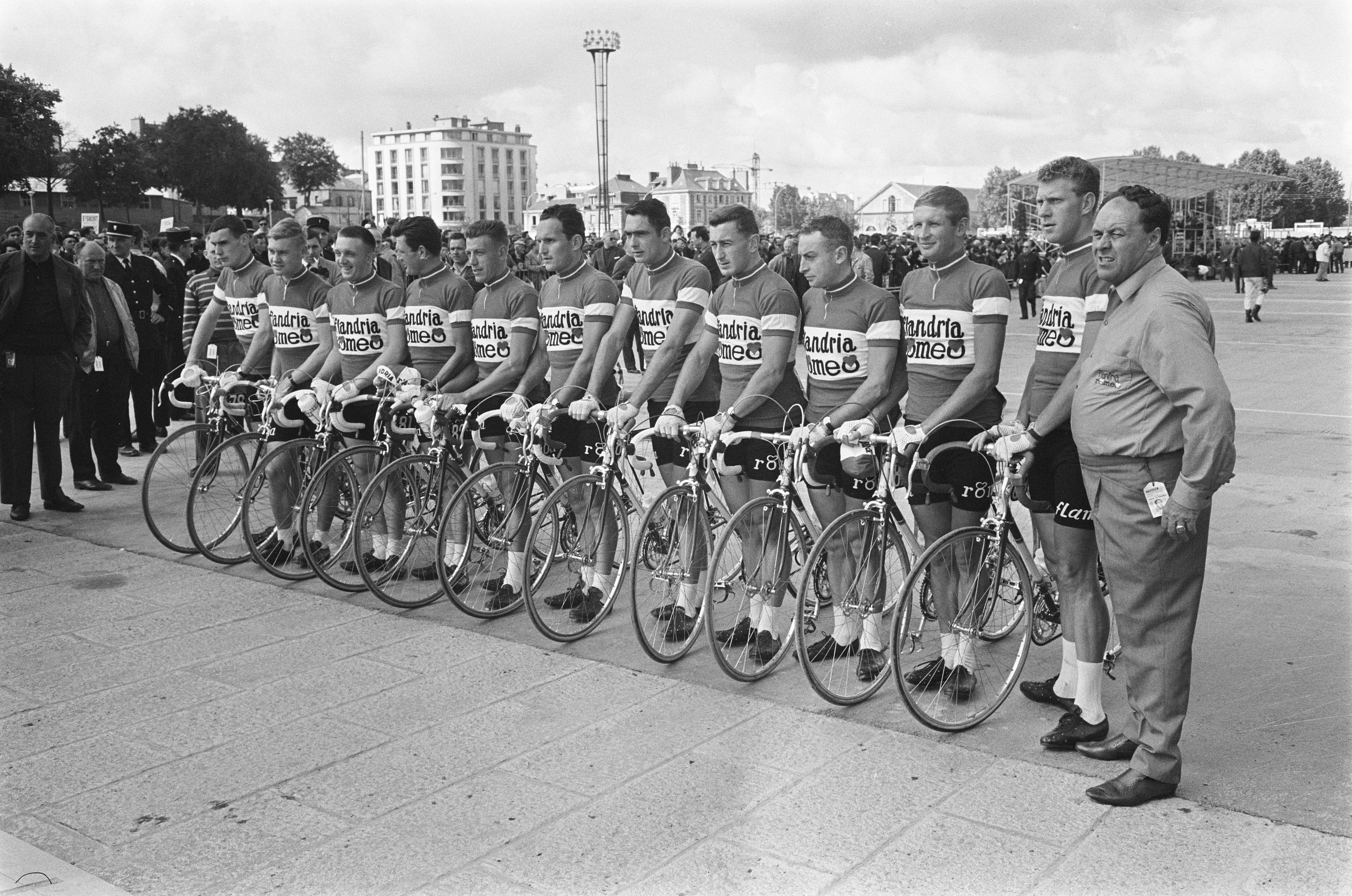
A equipa ao Tour de France de 1964

A equipa Flandria foi um equipa de ciclismo belga, de ciclismo em estrada que competiu entre 1959 a 1979.

Militaram nele grandes ciclistas como Roger, Eric De Vlaeminck, Jef Planckaert, Rik Van Looy, Freddy Maertens, Walter Godefroot, Michel Pollentier, Eric Leman ou Joop Zoetemelk.

## Corredor melhor classificado nas Grandes Voltas
| Ano  | Giro d'Italia         | Tour de France         | Volta a Espanha             |
| ---- | --------------------- | ---------------------- | --------------------------- |
| 1955 | 10.º Hugo Koblet      | -                      | -                           |
| 1956 | 1.º Charly Gaul       | -                      | -                           |
| 1957 | 4.º Charly Gaul       | -                      | -                           |
| 1958 | 3.º Charly Gaul       | -                      | -                           |
| 1959 | 4.º Rik Van Looy      | -                      | 3.º Rik Van Looy            |
| 1960 | 11.º Rik Van Looy     | -                      | 6.º Fernando Manzaneque     |
| 1961 | 7.º Rik Van Looy      | -                      | 1.º Angelino Soler          |
| 1962 | 10.º Armand Desmet    | 2.º Jef Planckaert     | -                           |
| 1963 | -                     | 5.º Armand Desmet      | 2.º José Martín Colmenarejo |
| 1964 | 31.º Camiel Vyncke    | 37.º Huub Zilverberg   | -                           |
| 1965 | 15.º Frans Brands     | 8.º Frans Brands       | -                           |
| 1966 | -                     | -                      | -                           |
| 1967 | -                     | -                      | -                           |
| 1968 | -                     | -                      | -                           |
| 1969 | -                     | 27.º Wilfried David    | -                           |
| 1970 | -                     | 2.º Joop Zoetemelk     | -                           |
| 1971 | -                     | 2.º Joop Zoetemelk     | 6.º Joop Zoetemelk          |
| 1972 | -                     | 5.º Joop Zoetemelk     | -                           |
| 1973 | 33.º Johan De Muynck  | 18.º Fernando Mendes   | -                           |
| 1974 | -                     | 7.º Michel Pollentier  | -                           |
| 1975 | -                     | 23.º Michel Pollentier | -                           |
| 1976 | -                     | 7.º Michel Pollentier  | 29.º Herman Van Springel    |
| 1977 | 1.º Michel Pollentier | -                      | 1.º Freddy Maertens         |
| 1978 | -                     | 3.º Joaquim Agostinho  | -                           |
| 1979 | -                     | 3.º Joaquim Agostinho  | -                           |

## Principais resultados
- Tour do Norte: Willy Truye (1960)
- Quatro Dias de Dunkerque: Jef Planckaert (1960, 1963), Roger De Vlaeminck (1971), Freddy Maertens (1973, 1975, 1976, 1978), Walter Godefroot (1974)
- Paris-Nice: Jef Planckaert (1962), Freddy Maertens (1977)
- Tour de Flandres: Rik Van Looy (1962), Noël Foré (1963), Walter Godefroot (1968), Eric Leman (1970), Evert Dolman (1971)
- Paris-Roubaix: Rik Van Looy (1962), Peter Pós (1964), Walter Godefroot (1969), Marc Demeyer (1976)
- Liège-Bastogne-Liège: Jef Planckaert (1962), Willy Blocklandt (1964), Walter Godefroot (1967), Roger De Vlaeminck (1970)
- Tour de Romandía: Willy Bocklant (1963), Wilfried David (1973)
- Paris-Tours: Guido Reybrouck (1964), Freddy Maertens (1975)
- Gante-Wevelgem: Léon Van Daele (1959), Rik Van Looy (1962), Walter Godefroot (1968), Freddy Maertens (1975 e 1976)
- Giro de Lombardia: Jean-Pierre Monseré (1969)
- Burdeus-Paris: Walter Godefroot (1969),  Herman Van Springel (1975)
- Paris-Luxemburgo: Eric De Vlaeminck (1970)
- Flecha Valona: Roger De Vlaeminck (1971), André Dierickx (1973)
- Paris-Bruxelas: Marc Demeyer (1974), Freddy Maertens (1975)
- Grande Prêmio de Frankfurt: Walter Godefroot (1974), Freddy Maertens (1976)
- Amstel Gold Race: Freddy Maertens (1976)
- Volta à Catalunha: Freddy Maertens (1977)
- Volta à Suíça: Michel Pollentier (1977)
- Semana Catalã: Freddy Maertens (1977)
- Dauphiné Libéré: Michel Pollentier (1978)

### As grandes voltas
- Giro d'Italia
  - 5 participações (1962, 1964, 1965, 1973, 1977)
  - 17 vitórias de etapa:
    - 5 em 1962: Willy Schroeders, Armand Desmet, Huub Zilverberg, Rik Van Looy (2)
    - 1 em 1964: Walter Boucquet
    - 1 em 1965: Frans Brands
    - 10 em 1977: Freddy Maertens (7), Marc Demeyer (2), Michel Pollentier

  - 1 classificação finais:
    - Michel Pollentier (1977)

  - 2 classificações secundárias:
    - Classificação por equipas: (1962, 1977)

- Tour de France
  - 14 participações (1962, 1963, 1964, 1965, 1969, 1970, 1971, 1972, 1973, 1974, 1975, 1976, 1978, 1979)
  - 37 vitórias de etapa:
    - 1 em 1962: Huub Zilverberg
    - 1 em 1963: Frans Brands
    - 2 em 1965: Guido Reybrouck (2)
    - 1 em 1967: Walter Godefroot
    - 3 em 1968: Walter Godefroot (2), Eric Leman
    - 1 em 1969: Eric Leman
    - 1 em 1970: Roger De Vlaeminck
    - 3 em 1971: Eric Leman (3)
    - 3 em 1973: Walter Godefroot (2), Wilfried David
    - 2 em 1974: Ronald De Witte, Michel Pollentier
    - 3 em 1975: Ronald De Witte, Michel Pollentier, Walter Godefroot
    - 9 em 1976: Freddy Maertens (8), Michel Pollentier
    - 4 em 1978: Freddy Maertens (2), Sean Kelly, Marc Demeyer
    - 3 em 1979: René Bittinger, Marc Demeyer, Joaquim Agostinho

  - 6 classificações secundárias:
    - Classificação das metas volantes: Eric Leman (1969), Pieter Nassen (1971), Marc Demeyer (1973, 1975)
    - Classificação por pontos: Freddy Maertens (1976, 1978)

- Volta em Espanha
  - 4 participações (1963, 1971, 1976, 1977)
  - 19 vitórias de etapa:
    - 1 em 1963: Josep Segú
    - 1 em 1971: Joop Zoetemelk
    - 3 em 1976: Dirk Ongenae (2), Arthur Van De Vijver
    - 14 em 1977: Freddy Maertens (13), Michel Pollentier

  - 1 classificação finais:
    - Freddy Maertens (1977)

  - 3 classificações secundárias:
    - Grande Prêmio da montanha: Julio Jiménez (1963), Joop Zoetemelk (1971)
    - Classificação por pontos: Freddy Maertens (1977)

## Elenco

### 1975
| Integrantes da equipe 1975         | Integrantes da equipe 1975 | Integrantes da equipe 1975           | Integrantes da equipe 1975 |
| Ciclista                           | Data de nascimento         | Equipe anterior                      |                            |
| ---------------------------------- | -------------------------- | ------------------------------------ | -------------------------- |
| Christian Ardouin                  | 18 abril 1952              | Merlin Plage-Shimano-Flandria (1974) |                            |
| Eddy Cael                          | 24 outubro 1945            |                                      |                            |
| Raphaël Coene                      | 5 novembro 1950            | Merlin Plage-Shimano-Flandria (1974) |                            |
| Carlos Cuyle                       | 25 janeiro 1953            |                                      |                            |
| Wilfried David                     | 22 abril 1946              | Peugeot-BP-Michelin (1972)           |                            |
| Ronald De Witte                    | 21 outubro 1946            | Peugeot-BP-Michelin (1972)           |                            |
| Régis Delépine                     | 22 dezembro 1946           | Merlin Plage-Shimano-Flandria (1974) |                            |
| Marc Demeyer                       | 19 abril 1950              |                                      |                            |
| Robert Fontaine                    | 12 fevereiro 1950          |                                      |                            |
| Walter Godefroot                   | 2 julho 1943               | Peugeot-BP-Michelin (1972)           |                            |
| Cyrille Guimard                    | 20 janeiro 1947            | Merlin Plage-Shimano-Flandria (1974) |                            |
| Eric Jacques                       | 31 julho 1953              |                                      |                            |
| Freddy Maertens                    | 13 fevereiro 1952          |                                      |                            |
| Gerard Martens                     | 29 dezembro 1948           |                                      |                            |
| Gérard Moneyron                    | 17 janeiro 1948            | Merlin Plage-Shimano-Flandria (1974) |                            |
| Michel Pollentier                  | 13 fevereiro 1951          |                                      |                            |
| Jean-Jacques Sanquer               | 29 novembro 1946           | Merlin Plage-Shimano-Flandria (1974) |                            |
| José Sersté (2 mai.–31 dez., Nota) | 7 julho 1943               |                                      |                            |
| Roger Vandemaele                   | 1 fevereiro 1953           |                                      |                            |
| Arthur Van De Vijver               | 29 fevereiro 1948          |                                      |                            |
| Marcel Van der Slagmolen           | 18 dezembro 1952           |                                      |                            |
| Julien Van Geebergen               | 15 junho 1948              |                                      |                            |
| Herman Van Springel                | 14 agosto 1943             | MIC-Ludo-de Gribaldy (1974)          |                            |
| Daniel Verplancke                  | 21 setembro 1948           |                                      |                            |
| Roger Vershaeve                    | 23 maio 1951               |                                      |                            |
|                                    |                            |                                      |                            |
| Fonte: Cycling Archives            |                            |                                      |                            |

Nota: José Sersté, change of team